# 屏边兔儿风
屏边兔儿风（学名：Ainsliaea pingbianensis）为菊科兔儿风属的植物，是中国的特有植物。分布在中国大陆的云南等地，生长于海拔1,300米至1,800米的地区，常生长在溪旁或湿润密林中，目前尚未由人工引种栽培。